# Holger Bonin

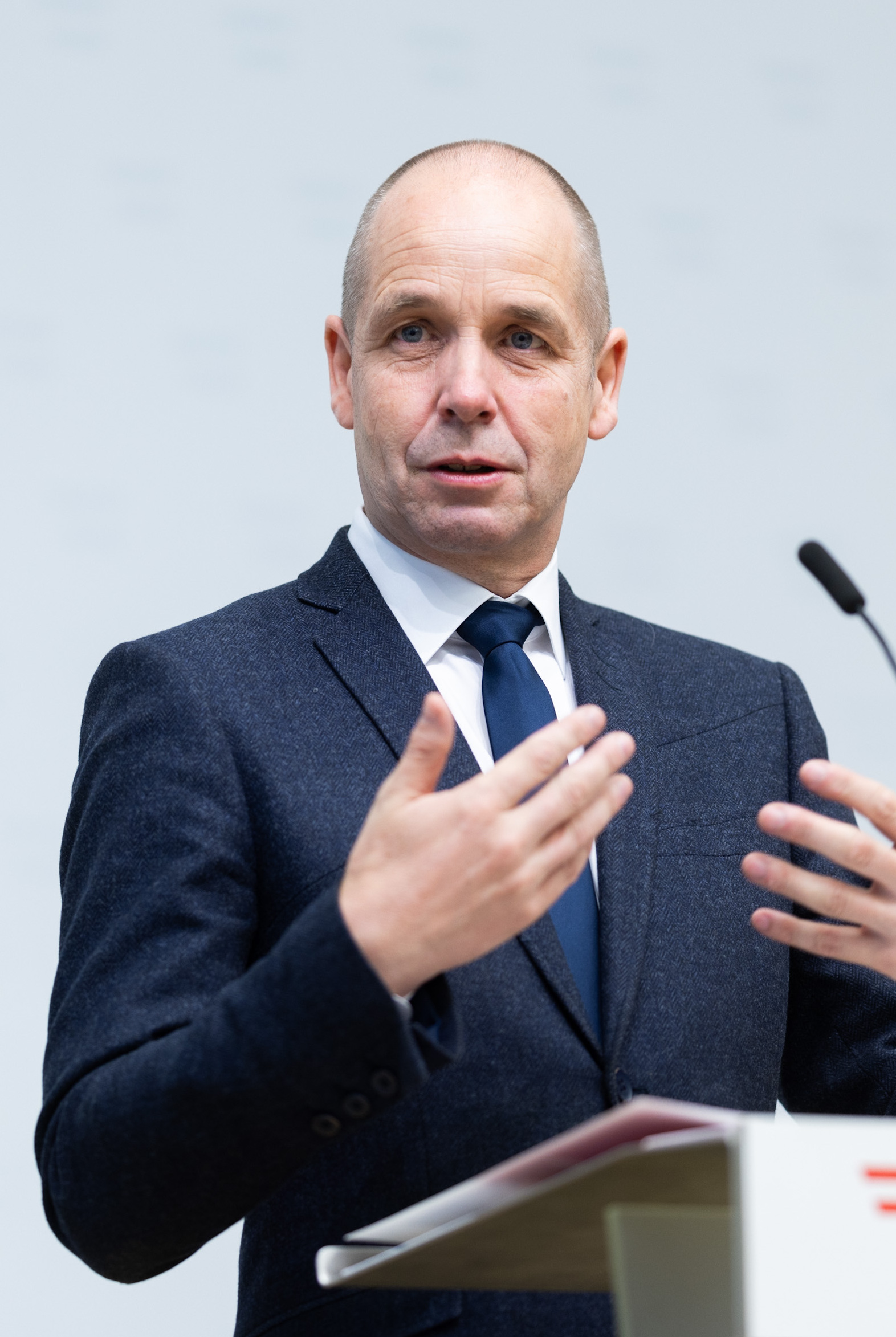
Holger Bonin (2023)

Holger Bonin (* 24. September 1968) ist ein deutscher Wirtschaftswissenschaftler. Er war von 2012 bis 2023 Professor für Volkswirtschaftslehre an der Universität Kassel und von 2016 bis 2023 Forschungsdirektor des Instituts zur Zukunft der Arbeit (IZA). Seit dem 1. Juli 2023 ist er Leiter des österreichischen Instituts für Höhere Studien (IHS).

## Leben
Holger Bonin schloss 1995 ein Studium an der Universität Kiel als Diplomvolkswirt ab. Anschließend forschte er an der Albert-Ludwigs-Universität Freiburg, wo er 2001 bei Bernd Raffelhüschen mit einer Dissertation zum Thema Generational Accounting in Theory and Practice zum Doktor promovierte.
Ab 2000 war er am Institut zur Zukunft der Arbeit (IZA) tätig, zunächst als Research Associate, ab 2003 als Senior Research Associate und stellvertretender Programmdirektor  Evaluation arbeitsmarktpolitischer Maßnahmen. 2007 war er kommissarischer Leiter der Abteilung Innovation, Industrie, Dienstleistungen am Deutschen Institut für Wirtschaftsforschung (DIW). Von 2007 bis 2016 leitete er den Bereich Arbeitsmärkte, Personalmanagement, Soziale Sicherung am Zentrum für Europäische Wirtschaftsforschung (ZEW). 2012 wurde er als Professor für Volkswirtschaftslehre mit den Schwerpunkten Arbeitsmarkt und Soziale Sicherung an die Universität Kassel berufen, 2016 wurde er außerdem Forschungsdirektor des Instituts zur Zukunft der Arbeit (IZA).
Nachdem Martin Kocher, der damalige Leiter des Instituts für Höhere Studien (IHS) in Wien, im Jänner 2021 österreichischer Wirtschaftsminister geworden war, schrieb das IHS die Position im Februar 2021 aus. Verhandelt wurde zunächst mit Lars Feld und später mit Guntram Wolff, die beide schließlich absagten. Die interimistische Leitung übernahm im Mai 2022 Klaus Neusser. Am 16. Februar 2023 gab das IHS bekannt, dass Bonin ab dem 1. Juli 2023 die Leitung des IHS übernehmen soll.
Bonin ist Mitglied des Expertenbeirats zum Fachkräftemonitoring des Bundesministeriums für Arbeit und Soziales, von 2019 bis 2022 war er Mitglied der von der deutschen Bundesregierung berufenen Expertenkommission Forschung und Innovation (EFI) und gehörte der Unabhängigen Expertenkommission für den 2. Gleichstellungsbericht der Bundesregierung an.
In seiner wissenschaftlichen Arbeit beschäftigt er sich unter anderem mit der Wirksamkeit sozialpolitischer Instrumente, insbesondere in den Bereichen Arbeitsmarkt- und Familienpolitik, und den Auswirkungen von Digitalisierung und demografischem Wandel auf die Beschäftigung und die Anforderungen im Berufsleben.